# Hombrera

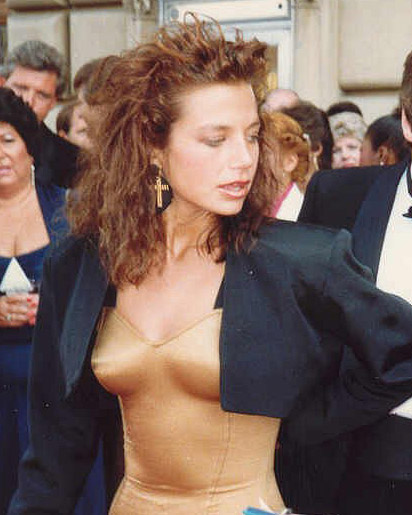
Justine Bateman con una chaqueta con hombreras en 1987.

Las hombreras son almohadillas que se colocan en el interior de las chaquetas o abrigos para realzar la zona de los hombros. 
Las hombreras se fabrican en espuma de poliuretano cubierta con una funda de tela. Se cosen en la parte interior de las prendas y tienen por objeto ampliar el contorno de la espalda proporcionando una apariencia más robusta o atlética. Se fabrican en varios espesores y formatos según el diseño de la prenda y el tipo de manga para la que se van a emplear.
A lo largo de la historia las hombreras se han utilizado indistintamente tanto por hombres como por mujeres. Las hombreras han estado de moda entre las mujeres en diversas épocas: 
- En los años 1930, son destacables las hombreras femeninas.
- En los años 1940, se cree que la popularidad de las hombreras grandes pudo deberse a la influencia de los uniformes militares.
- En los años 1980, se produjo un resurgir de las hombreras para el público femenino con un estilo más atlético.
- En 2009, parecemos asistir a un nuevo auge en la utilización de las hombreras.